# Озазоны

Структура озазона, стабилизированного хелатной водородной связью

Озазоны (от -оза и -зон — суффиксы названий сахаров и гидразонов) — 1,2-бис-арилгидразоны кетоальдоз (альдокетоз), образующиеся при реакции альдоз и 2-кетоз с избытком арилгидразина. Иногда озазонами называют также бис-гидразоны α-дикарбонильных соединений общей формулы RNHN=CR1CR2=NNHR.
Впервые озазоны были синтезированы Эмилем Фишером в 1874 году взаимодействием сахаров с открытым им фенилгидразином, он же предложил использовать образование озазонов для идентификации сахаров.

## Свойства и реакционная способность
Озазоны — окрашенные в желтый или оранжевый цвет кристаллы, которые, в отличие от исходных сахаров, хорошо кристаллизуются и имеют четкие температуры плавления (обычно с разложением). Молекула стабилизирована образованием шестичленного хелатного цикла с образованием внутримолекулярной водородной связи.
Озазоны плохо растворимы в холодной воде и этаноле, озазоны лактозы, мальтозы и некоторых олигосахаридов хорошо растворимы в горячей воде. Благодаря этим свойствам образование озазонов с последующей кристаллизацией из водного раствора и определенией температуры плавления широко использовалось для идентификации углеводов.
Подобно гидразонам, озазоны гидролизуются с образованием α-дикарбонильных соединений (в случае озазонов сахаров — 1,2-кетоальдоз — озонов).
При нагревании в растворе сульфата меди озазоны окисляются до озотриазолов — 5-замещенных 1,2,3-триазолов, которые также использовались для идентификации сахаров.

## Синтез
Озазоны могут быть синтезированы взаимодействием с избытком арилгидразина как с α-дикарбонильными соединениями, так и с α-гидроксикарбонильными соединениями (в том числе кетоальдозами и альдокетозами).
В первом случае в реакцию вступают два эквивалента замещенного гидразина, образуя бис-гидразоны.
В случае взаимодействия с α-гидроксикарбонильными соединениями 1 в реакцию вступают три эквивалента арилгидразина, при этом на первой стадии образуется α-гидроксигидразон 2, который окисляется арилгидразином до моногидразона α-дикарбонильного соединения 3, взаимодействующего, в свою очередь, с арилгидразином с образованием α-бис-дигидразона — озазона 4a:
Причина, по которой не происходит дальнейшего окисления CHOH-групп озазонов 4a сахаров — и почему реакция останавливается на стадии образования озазона — неясна. Одной из причин может служить образование стабилизированного хелатной водородной связью шестичленного цикла в образовавшемся озазоне 4b.
Реакции некоторых арилгидразинов селективны по отношению к типу монозы: так, 1-метил-1-фенилгидразин образует озазоны только с кетозами, но не с альдозами: в последнем случае образуются легко растворимые гидразоны, что дает возможность с помощью метилфенилгидразина отделять альдозы от кетоз.
Образование озазонов может использоваться для определения сравнительной стереохимической конфигурации альдоз и кетоз. Поскольку при окислении асимметричного С2-атом альдоз утрачивает хиральность, то из альдоз и кетоз могут получиться озазоны одинакового строения, если конфигурации незатронутых при реакции асимметрических атомов в молекулах альдозы и кетозы одинаковы, как, например, у глюкозы и фруктозы.